# Kaede Kaga
Kaede Kaga (n. 30 noiembrie 1999, Tokyo⁠(d), Tōkyō, Japonia) este un idol japonez. Ea a ajuns prima dată în Hello! Pro Kenshuusei pe 9 decembrie 2012 și patru ani mai târziu a devenit membră în Morning Musume cu Reina Yokoyama.

## Trivia
- Cântece ei preferate sunt: "Onna ga Medatte Naze Ikenai", "One Two Three", "Tsumetai Kaze to Kataomoi" și "Love take it all".
- Tatal ei este Deb, vocalistul trupei de muzică metal "The King of Metal Slime".
- Genuri muzicale preferate ei sunt rock și anison.

## Trupe
- Morning Musume
- Hello! Pro Kenshuusei